# Epacris marginata
Epacris marginata là một loài thực vật có hoa trong họ Thạch nam. Loài này được Melville mô tả khoa học đầu tiên năm 1952.